# Stockholm-Södersjukhusets helikopterflygplats
Stockholm-Södersjukhusets helikopterflygplats eller Stockholm-Södersjukhuset Heliport (IATA: -, ICAO: ESHC) är en civil helikopterflygplats vid Södersjukhuset i Stockholm.